# Mecaphesa baltea
Mecaphesa baltea là một loài nhện trong họ Thomisidae.
Loài này thuộc chi Mecaphesa. Mecaphesa baltea được miêu tả năm 1970 bởi Suman.